# (7085) 1991 PE
A (7085) 1991 PE a Naprendszer kisbolygóövében található aszteroida. Henry E. Holt fedezte fel 1991. augusztus 5-én.